# Dalia Ițik
Dalia Ițik (în alfabetul ebraic: דליה איציק‎) (n. 20 octombrie 1952, Ierusalim) este un om politic israelian. La data de 4 mai 2006, a fost aleasă în funcția de președintă a Knesset-ului israelian, fiind prima femeie care deține acest post din istoria Israelului.
După ce președintele Israelului, Moșe Kațav, a fost suspendat de către Knesset pe o perioadă de trei luni, fiind acuzat de hărțuire sexuală și viol, Dalia Ițak a devenit la 25 ianuarie 2007 prima femeie din istoria statului care își asumă funcția de președinte al Israelului, fie și doar interimar.
După suspendarea lui Moșe Kațav, Șimon Peres a fost nominalizat de noul partid Kadima ca să candideze ca președinte al țării.  A fost ales de către Knesset în ziua de 13 iunie 2007, ca cel de-al nouălea președinte israelian, preluându-și funcția la 15 iulie 2007 pentru un mandat de șapte ani. 

## Biografie
Dalia Ițik s-a născut la Ierusalim, la 20 octombrie 1952, într-o familie de evrei originari din Irak.
Este căsătorită cu Danny, funcționar la Israel Electric Corporation. Soții Dalia și Danny au împreună trei copii: Ran, Uri și Adi.

## Cariera politică
- Primar adjunct al Ierusalimului
- Membru al ministerului Comerțului, Mediului Înconjurător și al Comunicației
- Aleasă deputat în anul 1992, în cel de-al 12 Knesset și apoi realeasă, de cinci ori
- La 8 noiembrie 2005, părăsește Partidul Laburist și se alătură noului partid Kadima. Înainte fusese membră a mișcării One Israel, creată de Ehud Barak, pentru alegerile din 1999.